# Risoluzione 193 del Consiglio di sicurezza delle Nazioni Unite
La risoluzione 193 del Consiglio di sicurezza delle Nazioni Unite è stata adottata il 9 agosto 1964. Dopo un grave deterioramento della situazione a Cipro, il Consiglio ha ribadito un appello alla Turchia, affinché smettesse di bombardare l'isola, e a Cipro, ordinando a tutte le sue forze armate di cessare il fuoco. Il Consiglio ha invitato tutti a cooperare pienamente con il comandante della Forza di mantenimento della pace delle Nazioni Unite a Cipro e ad astenersi da qualsiasi azione che potesse esacerbare o ampliare le ostilità.
La risoluzione 193 è stata adottata nove voti contro nessuno, con due astensioni dalla Cecoslovacchia e dall'Unione Sovietica.